# Ophrys scolopax
Ophrys scolopax là một loài thực vật có hoa trong họ Lan. Loài này được Cav. mô tả khoa học đầu tiên năm 1793.

## Hình ảnh

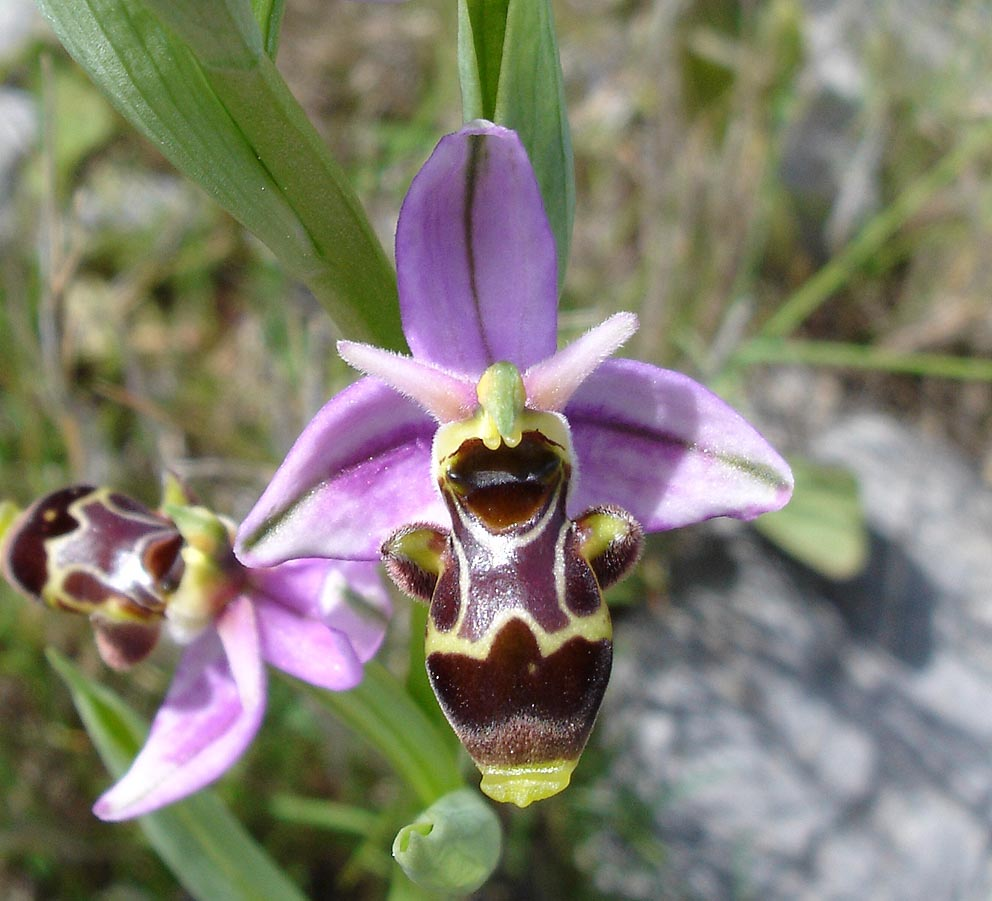
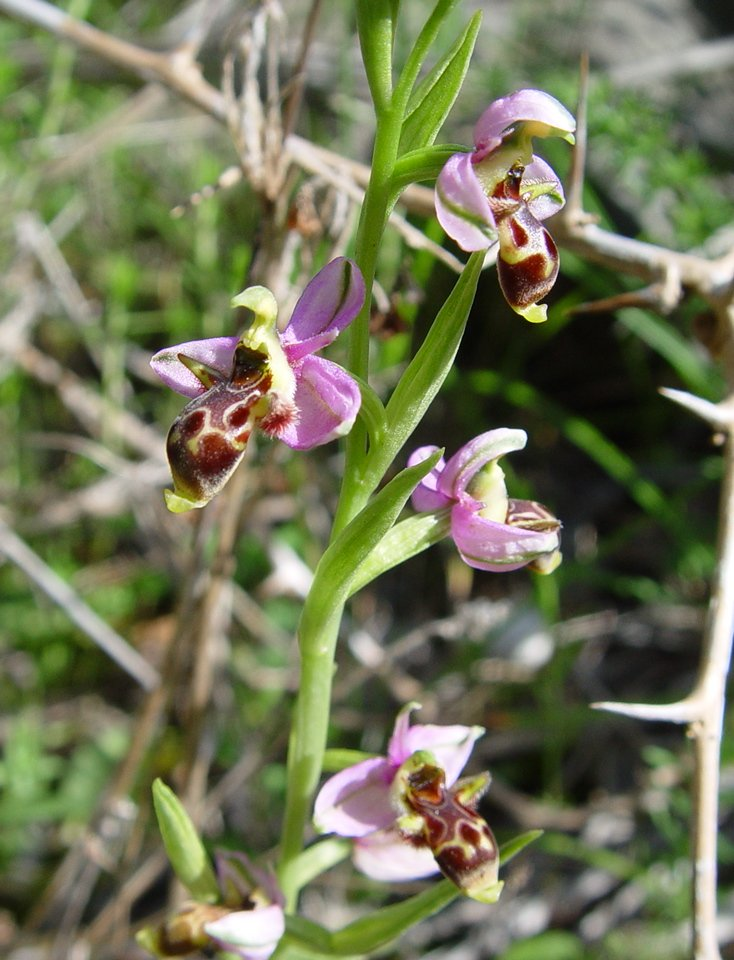
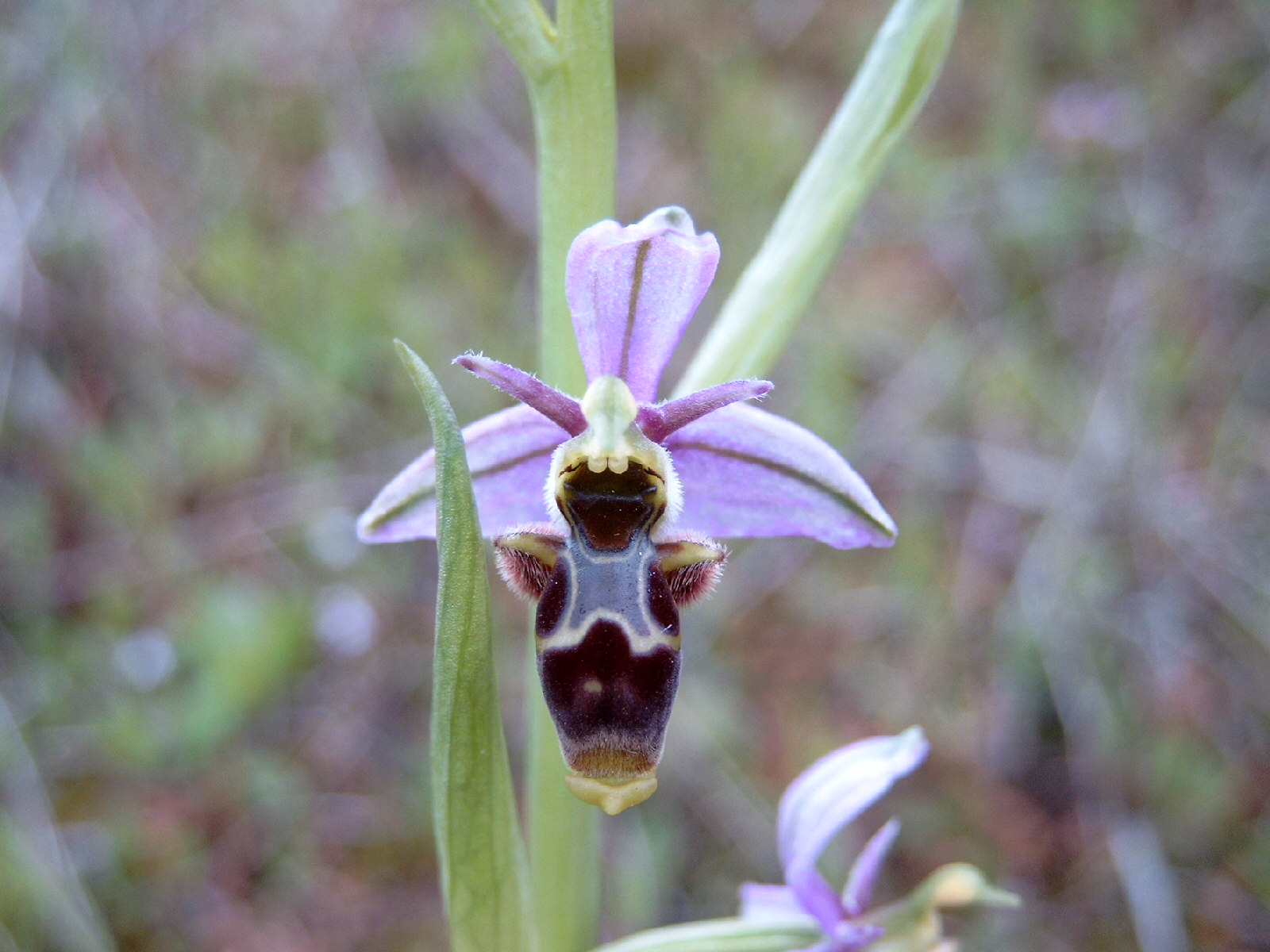
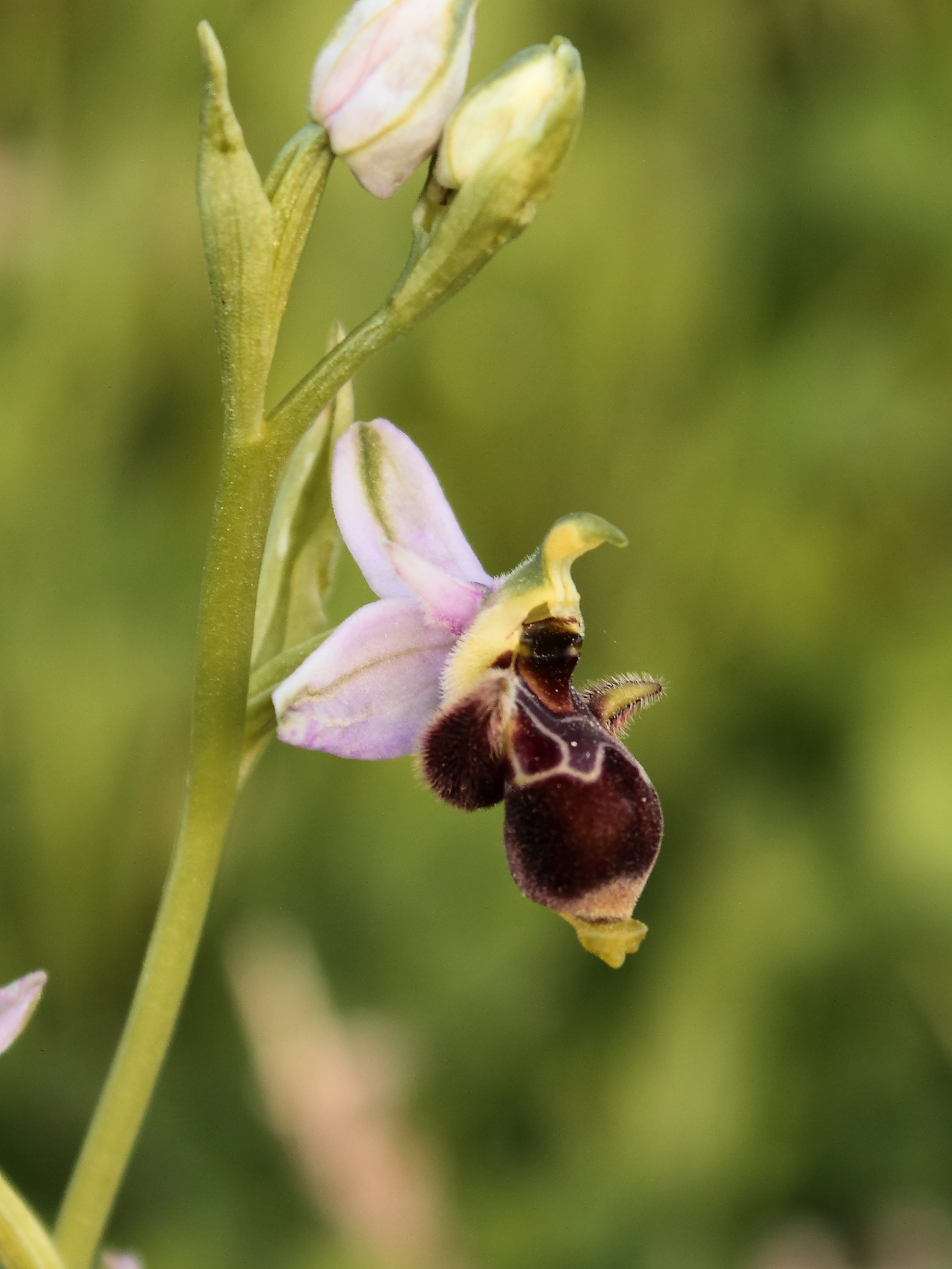
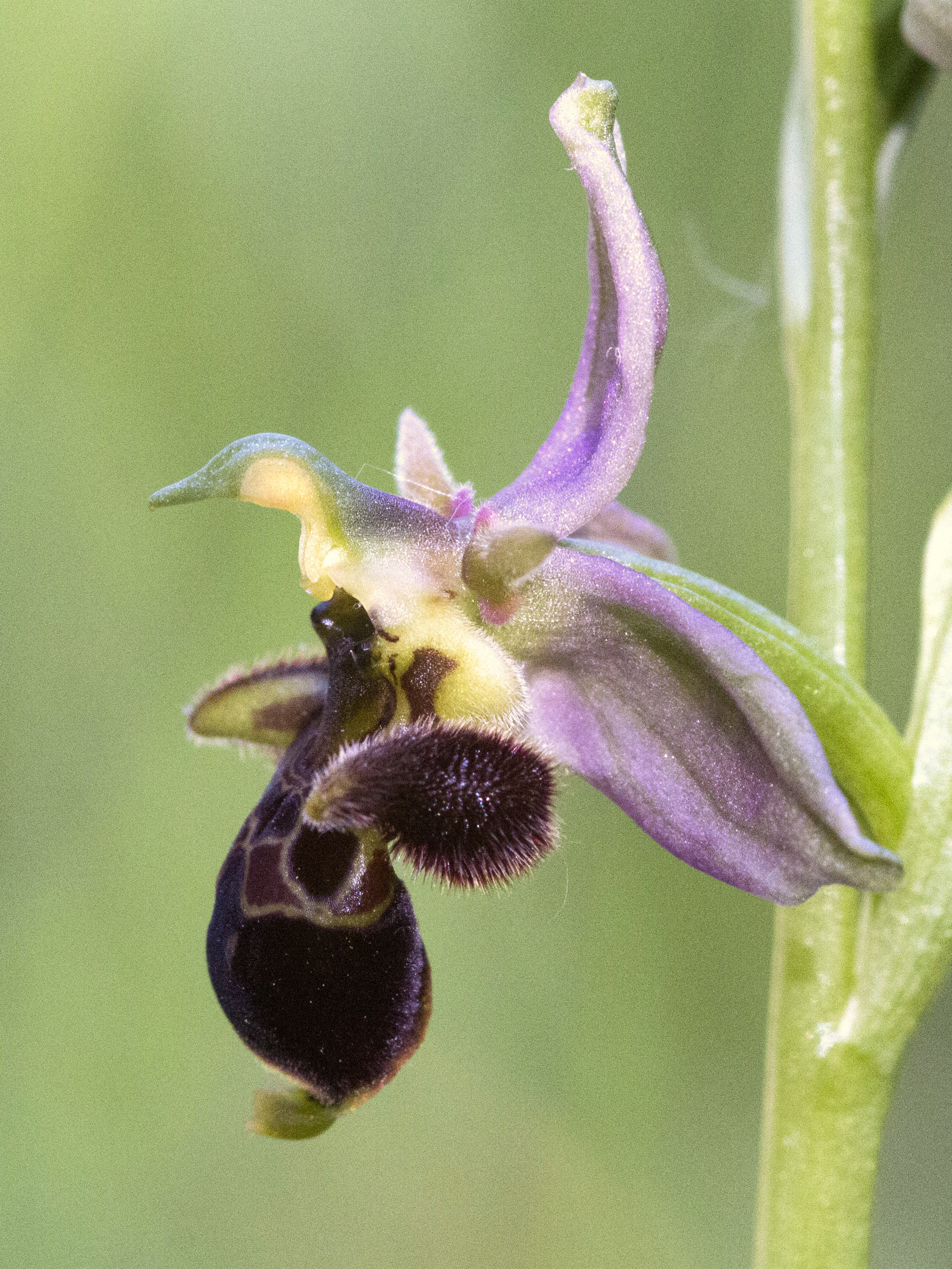
Ophrys scolopax